# Tipton (Royaume-Uni)
Pour les articles homonymes, voir Tipton.
Tipton est une ville britannique située dans les Midlands de l'ouest, à mi-chemin entre Birmingham et Wolverhampton. Sa population compte environ 47 000 habitants.

## Histoire
Jusqu'au XVIIIe siècle, Tipton était composé d'une série de hameaux dispersés et peu peuplées. Au cours du XIXe siècle, l'industrialisation progressive a provoqué la construction de canaux et de chemins de fer favorisant le développement de la ville, qui est passée d'une population de 4 000 habitants à environ 30 000 habitants.

## Personnalités liées à la commune
- Steve Bull, joueur de football né en 1965 à Tipton.